# La Talaudière
La Talaudière este o comună în departamentul Loire din sud-estul Franței. În 2009 avea o populație de 6.418 de locuitori.

## Evoluția populației
| An        | 1975  | 1982  | 1990  | 1999  | 2006  | 2009  |
| --------- | ----- | ----- | ----- | ----- | ----- | ----- |
| Populație | 5.655 | 5.577 | 5.935 | 6.700 | 6.409 | 6.418 |